# (4280) Simonenko
(4280) Simonenko est un astéroïde de la ceinture principale découvert le 13 août 1985 par Nikolaï Tchernykh à l'observatoire d'astrophysique de Crimée.
Il est nommé en l'honneur de l'astronome Alla Nikolaevna Simonenko.